# Торговые лавки (Варва)
Торговые лавки — объект культурного наследия в Варве. 

## История
Объект не стоит на государственном учёте.

## Описание
Торговые лавки в Варве — единственный известный в Варвинском районе пример деревянной гражданской архитектуры 18 века.
В конце 18 века были построены торговые лавки в Варве. Были расположены в центре города — на месте, где сейчас дом культуры (улица Шевченко, 38А). Деревянные, одноэтажные, окружены открытой галереей на квадратных столбиках и резным карнизом. Имели три помещения для торговли. До 1975 года торговые лавки использовались по прямому назначению. После сооружения были перенесены на новое место — на территорию двора за магазином по улице Ленина — и начали использоваться как склад.